# Zenaida
A Zenaida a madarak osztályának galambalakúak (Columbiformes) rendjének  a galambfélék (Columbidae) családjába és a Columbinae alcsaládba tartozó nem. Ebbe a nembe tartozik az amerikai kontinens valamennyi őshonos gerlefaja, ha a pufókgerléket (Leptotila) nem számítjuk.
A nem nevét Charles Lucien Bonaparte francia természettudós (I. Napóleon francia császár unokaöccse) adta, aki saját felesége, Zénaïde Laetitia Julie Bonaparte egyik keresztneve alapján nevezte el.

## Rendszerezés
A nembe az alábbi hét faj tartozik:
- Zenaida asiatica
- nyugati gerle (Zenaida meloda)
- Zenaida aurita
- galápagosi gerle (Zenaida galapagoensis)
- fülfoltos gerle (Zenaida auriculata)
- sirató gerle vagy gyászos gerle (Zenaida macroura)
- socorrói gerle (Zenaida graysoni)

## Természetvédelmi helyzetük
A socorrói gerle (Zenaida graysoni) kizárólag a Mexikó partjai mentén levő Revillagigedo-szigetek legnagyobb szigetén, Socorrón élt, de mára vadon kihalt. Néhány állatkertben élnek még egyedei és azok szaporításával próbálják megmenteni a fajt.